# Kahramaa
Kahramaa (Qatar General Electricity and Water Corporation) — компания, созданная в 2000 году для обеспечения и регулирования поставок электричества и воды населению Катара.
42,74 % акций компании принадлежит государству, 57,26 % частным владельцам.

## История
В период, когда Катар являлся британским протекторатом, регулированием водоснабжения и обеспечения Катара электроэнергией занимались два отдельных ведомства, Государственный департамент водоснабжения (State Water Department) и Государственный департамент электроснабжения (State Electricity Department). После вывода британских войск и обретения Катаром независимости, было создано министерство электро и водоснабжения (Ministry of Electricity and Water). В июле 2000 года декретом эмира Катара была создана компания «Qatar General Electricity and Water Corporation».